# Nils Hellsten
Nils Erik Hellsten (Stoccolma, 19 febbraio 1886 – Stoccolma, 12 aprile 1962) è stato uno schermidore svedese, vincitore di una medaglia di bronzo nella scherma ai giochi olimpici.